# Sede titolare di Palmira dei Greco-Melchiti
Palmira dei Greco-Melchiti (in latino Palmyrena Graecorum Melkitarum) è una sede titolare della Chiesa cattolica.
Dal 15 agosto 2013 il vescovo titolare è Ibrahim Salameh, S.M.S.P., esarca apostolico emerito di Argentina dei Melchiti.

## Cronotassi dei vescovi titolari
- Joannia Massamiri † (14 gennaio 1864 - 3 settembre 1870 deceduto)[1]
- Pierre Macarios Saba † (29 novembre 1903 - 25 giugno 1919 nominato arcieparca di Aleppo)[2]
- Flaviano Khoury (Kfoury) † (1920 - ?)
- Basilio Antonio Leone Kilzi, B.A. † (11 agosto 1951 - 4 luglio 1963 deceduto)
- Grégoire Haddad † (30 luglio 1965 - 9 settembre 1968 nominato arcieparca di Beirut e Jbeil)
- Elias Nijmé, B.A. † (16 agosto 1971 - 7 febbraio 1978 nominato arcieparca di Tripoli)
- François Abou Mokh, B.S. † (7 febbraio 1978 - 11 agosto 2006 deceduto)
- Jean-Abdo Arbach, B.C. (11 novembre 2006 - 23 giugno 2012 nominato arcieparca di Homs dei Melchiti)
- Ibrahim Salameh, S.M.S.P., dal 15 agosto 2013